# Szuperagy
A Szuperagy (eredeti cím: Superintelligence) 2020-ban bemutatott amerikai romantikus akciófilm, melyet Steve Mallory forgatókönyvéből Ben Falcone rendezett.
A Warner Bros. Pictures digitálisan adta ki az Amerikai Egyesült Államokban az HBO Maxon keresztül, néhány ország mozijában 2020. november 26-án mutatták be, Magyarországon először DVD-n adták ki, majd 2021. május 13-án a mozikban is bemutatják. A film összesen 4 millió dollárt termelt és általánosságban negatív értékeléseket kapott a kritikusoktól. „Felejthetőnek” nevezték a filmet, viszont McCarthy színészi alakítása dicséreteket kapott.

## Szereplők
| Szerep                           | Színész           | Magyar hang      |
| -------------------------------- | ----------------- | ---------------- |
| Carol Vivian Peters              | Melissa McCarthy  | Balázs Andrea    |
| Szuperagy (hangja) / önmaga      | James Corden      | Elek Ferenc      |
| George Churchill, Carol szerelme | Bobby Cannavale   | Debreczeny Csaba |
| Dennis Caruso, Carol barátja     | Brian Tyree Henry | Gémes Antos      |
| Monahan elnök                    | Jean Smart        | Vándor Éva       |
| John Donahue ügynök              | Sam Richardson    | Rába Roland      |
| Charles Kuiper ügynök            | Ben Falcone       | Fesztbaum Béla   |
| Saul Gomez tábornok              | Michael Beach     | Papucsek Vilmos  |
| Tyson rendező                    | Rachel Ticotin    | Nádasi Veronika  |
| Leslie                           | Jessica St. Clair | Peller Anna      |
| Ahmed                            | Karan Soni        | Szabó Máté       |
| Emily                            | Sarah Baker       | N/A              |
| Jay                              | Jay Lay           | N/A              |
| Szergej                          | Usman Ally        | Takátsy Péter    |
| Helga                            | Jenna Perusich    | N/A              |
| Todd                             | Eduardo Franco    | N/A              |
| gyalogos                         | Jessie Ennis      | N/A              |
| önmaga                           | Ken Griffey Jr.   | N/A              |
| Szuperagy (hangja) / önmaga      | Octavia Spencer   | Kocsis Mariann   |
| KITT (hangja)                    | William Daniels   | N/A              |

## A film készítése
2017 júliusában arról számoltak be, hogy a New Line Cinema megvásárolta Steve Mallory forgatókönyvét, Melissa McCarthy és Ben Falcone részvételével a projektben, hogy az On the Day Productions közös gyártócégükön keresztül együtt dolgozzanak. 2018 áprilisában bejelentették, hogy McCarthy lesz a film főszereplője, Falcone pedig rendező, ezzel ez a negyedik színész-rendező együttműködésük. 2018 júniusában James Corden csatlakozott a stábhoz, hogy megszólaltassa a "Szuperagy" hangját. 2018 júliusában Bobby Cannavale, Brian Tyree Henry és Sam Richardson csatlakozott a szereplők köreihez.
McCarthy a filmkészítését rögtön azután kezdte meg, hogy 2018. július 16-án leforgatta a A bűn királynői című filmjét, és 2018 
ami augusztus 31-én fejeződött be. Néhány jelenetet a Georgia Technél forgattak. Az étterem jelenetét Atlanta belvárosában, a Landmark étteremben, a szabadtéri jeleneteket pedig a Broad Streeten forgatták, ezt bizonyítja a Dua Vietnamese Restaurant és a Reuben's Deli.

## Megjelenés
A filmet 2020. november 26-án adták le digitálisan az HBO Maxon. A filmet eredetileg 2019. december 25-én tervezték bemutatni a mozikbam, majd öt nappal hamarabbra, december 20-ra előrehozták, viszont  a WarnerMedia 2019 októberében úgy döntött, hogy a filmet streaming kiadásra helyezi át; Falcone teljesen egyetértett abban, hogy a film jobban megfelel egy streaming platformnak.
A film öt országból 745 000 dollárt keresett a nyitó hétvégén.